# Temnothorax kaszabi
Temnothorax kaszabi is een mierensoort uit de onderfamilie van de Myrmicinae. De wetenschappelijke naam van de soort is voor het eerst geldig gepubliceerd in 1969 door Pisarski.